# Copa Mundial de Rugby de 1991
La Copa Mundial de Rugby de 1991 (1991 IRB Rugby World Cup™ en inglés) fue la II Copa Mundial de Rugby, realizada en Inglaterra con algunos partidos en las otras naciones del Reino Unido, Irlanda y Francia. Tras el éxito de la edición inaugural de la Copa Mundial de Rugby de 1987, la edición de 1991 recibió una mayor atención y fue visto como un importante evento deportivo mundial por primera vez. También por primera vez se introdujeron las competiciones de clasificación; como el número de los participantes habían aumentado de 16 naciones cuatro años antes a un total de 33 países.
El torneo se desarrolló durante cuatro semanas a partir del 3 de octubre, finalizando con la disputa de la final el 2 de noviembre, en la Catedral del Rugby el Estadio Twickenham de Londres.
Los equipos participantes de este mundial al igual que en la Copa Mundial de Rugby de 1987 fueron 16. Los primeros clasificados fueron los 8 cuarto-finalistas del anterior mundial y de 25 selecciones 8 se clasificaron a partir de eliminatorias regionales.
El campeonato fue ganado por Australia que levantó la Copa Webb Ellis al vencer al anfitrión Inglaterra por 6-12. El campeón vigente; Nueva Zelanda logró la medalla de bronce al derrotar a la selección de Escocia por 13-6. Este cuarto puesto es a día de hoy, el mejor resultado obtenido por los escoceses.

## Equipos participantes
En este mundial participaron 16 equipos, ocho de esos lugares fueron llenados automáticamente por los cuarto-finalistas de la Copa del Mundo de 1987 y no tuvieron que jugar ningún partido de clasificación. Otras 25 naciones compitieron en un proceso de calificación diseñado para llenar los ocho puntos restantes, con la participación de un total de 33 naciones. Finalmente, sólo hubo un cambio con las participantes del torneo 1987, con el debut de Samoa en lugar de Tonga.
| África              | América                                                                   | Europa                                                                                      | Asia-Oceanía                                                                         |
| ------------------- | ------------------------------------------------------------------------- | ------------------------------------------------------------------------------------------- | ------------------------------------------------------------------------------------ |
| - Zimbabue (África) | - Canadá (América 2) - Argentina (América 1) - Estados Unidos (América 3) | - Inglaterra - Francia - Irlanda - Escocia - Gales - Italia (Europa 1) - Rumania (Europa 2) | - Nueva Zelanda - Australia - Fiyi - Samoa (Oceanía/Asia 1) - Japón (Oceanía/Asia 2) |

- En cursiva, los debutantes en la Copa Mundial de Rugby.
- Fue la segunda y última vez que Sudáfrica quedó excluida por su política del apartheid.

## Sedes
El torneo se disputó en el Reino Unido, Francia e Irlanda.
| Lugar             | Estadio                                             | Capacidad |
| ----------------- | --------------------------------------------------- | --------- |
| Londres           | Twickenham Stadium                                  | 82.000    |
| Edimburgo         | Murrayfield Stadium                                 | 67.800    |
| Cardiff           | Cardiff Arms Park                                   | 53.000    |
| París             | Parc des Princes / Parque de los Príncipes          | 48.712    |
| Dublín            | Landsdowne Road                                     | 36.000    |
| Toulouse          | Stade Ernest-Wallon                                 | 19.000    |
| Villeneuve d'Ascq | Stadium Lille-Metropole                             | 18.185    |
| Béziers           | Stade de la Méditerranée                            | 18.000    |
| Leicester         | Welford Road                                        | 16.815    |
| Brive             | Parc Municipal des Sports / Estadio Amédée Domenech | 16.000    |
| Grenoble          | Stade Lesdiguières                                  | 14.000    |
| Agen              | Stade Armandie                                      | 14.000    |
| Bayonne           | Estadio Jean-Dauger                                 | 13.500    |
| Gloucester        | Kingsholm                                           | 12.500    |
| Belfast           | Ravenhill                                           | 12.300    |
| Llanelli          | Stradey Park                                        | 10.800    |
| Pontypool         | Pontypool Park                                      | 8800      |
| Otley             | Cross Green                                         | 5000      |
| Pontypridd        | Sardis Road                                         | 7200      |

## Sorteo de grupos
| Grupo A        | Grupo B  | Grupo C   | Grupo D |
| -------------- | -------- | --------- | ------- |
| Nueva Zelanda  | Escocia  | Australia | Francia |
| Inglaterra     | Irlanda  | Samoa     | Canadá  |
| Italia         | Japón    | Gales     | Rumania |
| Estados Unidos | Zimbabue | Argentina | Fiyi    |

## Resultados

### Fase de grupos
El sistema de puntuación para cada partido fue el siguiente:
- Se otorgaron tres puntos por un partido ganado.
- Dos puntos por un empate.
- Un punto para el perdedor.

### Grupo A
| Equipo         | Gan. | Emp. | Per. | A favor | En contra | Puntos |
| -------------- | ---- | ---- | ---- | ------- | --------- | ------ |
| Nueva Zelanda  | 3    | 0    | 0    | 95      | 39        | 9      |
| Inglaterra     | 2    | 0    | 1    | 85      | 33        | 7      |
| Italia         | 1    | 0    | 2    | 57      | 76        | 5      |
| Estados Unidos | 0    | 0    | 3    | 24      | 113       | 3      |
| 3 de octubre de 1991 | Inglaterra                 | 12 – 18 | Nueva Zelanda                      | Estadio de Twickenham, Londres,                                   |                                                                   |
|                      | Pen: Webb (3) Drop: Andrew |         | Tries: Jones Con: Fox Pen: (4) Fox | Asistencia: 57.000 espectadores Árbitro(s): Jim Fleming (Escocia) | Asistencia: 57.000 espectadores Árbitro(s): Jim Fleming (Escocia) |

| 5 de octubre de 1991 | Italia                                                                             | 30 – 9 | Estados Unidos                            | Cross Green, Otley,                                            |                                                                |
|                      | Tries: Barba Francescato Vaccari Gaetaniello Con: Domínguez (4) Pen: Domínguez (2) |        | Tries: Swords Con: Williams Pen: Williams | Asistencia: 7500 espectadores Árbitro(s): Owen Doyle (Irlanda) | Asistencia: 7500 espectadores Árbitro(s): Owen Doyle (Irlanda) |

| 8 de octubre de 1991 | Nueva Zelanda                                                                      | 46 – 6 | Estados Unidos    | Kingsholm Stadium, Gloucester,                                     |                                                                    |
|                      | Tries: Wright , Earl Purvis Timu Tuigamala Innes Con: Preston (4) Pen: Preston (2) |        | Pen: (2) Williams | Asistencia: 12.000 espectadores Árbitro(s): Efraim Sklar Argentina | Asistencia: 12.000 espectadores Árbitro(s): Efraim Sklar Argentina |

| 8 de octubre de 1991 | Inglaterra                                                  | 36 – 6 | Italia                         | Estadio de Twickenham, Londres,                                      |                                                                      |
|                      | Tries: Guscott , Underwood Webb Con: Webb (4) Pen: Webb (4) |        | Tries: Cuttitta Con: Domínguez | Asistencia: 30.000 espectadores Árbitro(s): Brian Anderson (Escocia) | Asistencia: 30.000 espectadores Árbitro(s): Brian Anderson (Escocia) |

| 11 de octubre de 1991 | Inglaterra                                                                        | 37 – 9 | Estados Unidos                            | Estadio de Twickenham, Londres,                               |                                                               |
|                       | Tries: Underwood , Carling Skinner Heslop Con: Hodgkinson (4) Pen: Hodgkinson (3) |        | Tries: Nelson Con: Williams Pen: Williams | Asistencia: 45.000 espectadores Árbitro(s): Les Peard (Gales) | Asistencia: 45.000 espectadores Árbitro(s): Les Peard (Gales) |

| 13 de octubre de 1991 | Italia                                                       | 21 – 31 | Nueva Zelanda                                                  | Welford Road Stadium, Leicester,                                         |                                                                          |
|                       | Tries: Cuttitta Bonomi Con: Domínguez (2) Pen: Domínguez (3) |         | Tries: Brooke Innes Tuigamala Hewett Con: (3) Fox Pen: (3) Fox | Asistencia: 16.200 espectadores Árbitro(s): Kerry Fitzgerald (Australia) | Asistencia: 16.200 espectadores Árbitro(s): Kerry Fitzgerald (Australia) |

### Grupo B
| Equipo   | Gan. | Emp. | Per. | A favor | En contra | Puntos |
| -------- | ---- | ---- | ---- | ------- | --------- | ------ |
| Escocia  | 3    | 0    | 0    | 122     | 36        | 9      |
| Irlanda  | 2    | 0    | 1    | 102     | 51        | 7      |
| Japón    | 1    | 0    | 2    | 77      | 87        | 5      |
| Zimbabue | 0    | 0    | 3    | 31      | 158       | 3      |
| 5 de octubre de 1991 | Escocia | 47 – 9 | Japón                                        | Estadio Murrayfield, Edimburgo,                                      |                                                                      |
|                      | Tries: S. Hastings Stanger Chalmers White Try penal Tukalo G. Hastings Con: G. Hastings (5) Pen: G. Hastings (2) Chalmers |        | Tries: Hosokawa Con: Hosokawa Drop: Hosokawa | Asistencia: 40.000 espectadores Árbitro(s): Ed Morrison (Inglaterra) | Asistencia: 40.000 espectadores Árbitro(s): Ed Morrison (Inglaterra) |

| 6 de octubre de 1991 | Irlanda                                                                       | 55 – 11 | Zimbabue                            | Lansdowne Road, Dublín,                                                    |                                                                            |
|                      | Tries: Robinson , Popplewell , Geoghegan Curtis Con: Keyes (4) Pen: Keyes (5) | Reporte | Tries: Dawson Schultz Pen: Ferreira | Asistencia: 40.000 espectadores Árbitro(s): Keith Lawrence (Nueva Zelanda) | Asistencia: 40.000 espectadores Árbitro(s): Keith Lawrence (Nueva Zelanda) |

| 9 de octubre de 1991 | Irlanda                                                       | 32 – 16 | Japón                                             | Lansdowne Road, Dublín,                                           |                                                                   |
|                      | Tries: Mannion , O’Hara Staples Con: Keyes (2) Pen: Keyes (4) | Reporte | Tries: Hayashi Kajihara Yoshida Con: (2) Hosokawa | Asistencia: 30.000 espectadores Árbitro(s): Laikini Colati (Fiyi) | Asistencia: 30.000 espectadores Árbitro(s): Laikini Colati (Fiyi) |

| 9 de octubre de 1991 | Escocia                                                                                          | 51 – 12 | Zimbabue                        | Estadio Murrayfield, Edimburgo,                                          |                                                                          |
|                      | Tries: Tukalo , Turnbull S. Hastings Stanger Weir White Con: Dods (5) Pen: Dods (2) Drop: Wyllie |         | Tries: , Garvey Con: (2) Currin | Asistencia: 35.000 espectadores Árbitro(s): Don Reordan (Estados Unidos) | Asistencia: 35.000 espectadores Árbitro(s): Don Reordan (Estados Unidos) |

| 12 de octubre de 1991 | Escocia                                                                         | 24 – 15 | Irlanda                    | Estadio Murrayfield, Edimburgo,                                      |                                                                      |
|                       | Tries: Shiel Armstrong Con: G. Hastings (2) Pen: G. Hastings (3) Drop: Chalmers | Reporte | Pen: (4) Keyes Drop: Keyes | Asistencia: 54.000 espectadores Árbitro(s): Fred Howard (Inglaterra) | Asistencia: 54.000 espectadores Árbitro(s): Fred Howard (Inglaterra) |

| 14 de octubre de 1991 | Japón                                                                                             | 52 – 8 | Zimbabue              | Estadio Kingspan, Belfast,                                        |                                                                   |
|                       | Tries: Yoshida , Mashuho , Kutsuki , Horikoshi Luaiufi Matsuo Con: Hosokawa (2) Pen: Hosokawa (4) |        | Tries: Tsimba Nguruve | Asistencia: 9500 espectadores Árbitro(s): René Hourquet (Francia) | Asistencia: 9500 espectadores Árbitro(s): René Hourquet (Francia) |

### Grupo C
| Equipo    | Gan. | Emp. | Perd. | A favor | En contra | Puntos |
| --------- | ---- | ---- | ----- | ------- | --------- | ------ |
| Australia | 3    | 0    | 0     | 79      | 25        | 9      |
| Samoa     | 2    | 0    | 1     | 54      | 34        | 7      |
| Gales     | 1    | 0    | 2     | 32      | 61        | 5      |
| Argentina | 0    | 0    | 3     | 38      | 83        | 3      |
| 4 de octubre de 1991 | Argentina                                                           | 19 – 32 | Australia                                                       | Stradey Park, Llanelli,                                                  |                                                                          |
|                      | Tries: Terán , Con: Del Castillo Pen: Del Castillo Drop: Arbizu (2) |         | Tries: , Campese , Horan Kearns Con: (3) Lynagh Pen: (2) Lynagh | Asistencia: 11.000 espectadores Árbitro(s): David Bishop (Nueva Zelanda) | Asistencia: 11.000 espectadores Árbitro(s): David Bishop (Nueva Zelanda) |

| 6 de octubre de 1991 | Gales                                 | 13 – 16 | Samoa                                        | Cardiff Arms Park, Cardiff,                                         |                                                                     |
|                      | Tries: Emyr Evans Con: Ring Pen: Ring | Reporte | Tries: Vaega Vaifale Con: Vaea Pen: (2) Vaea | Asistencia: 45.000 espectadores Árbitro(s): Patrick Robin (Francia) | Asistencia: 45.000 espectadores Árbitro(s): Patrick Robin (Francia) |

| 9 de octubre de 1991 | Australia       | 9 – 3 | Samoa     | Pontypool Park, Pontypool,                                           |                                                                      |
|                      | Pen: Lynagh (3) |       | Pen: Vaea | Asistencia: 15.000 espectadores Árbitro(s): Ed Morrison (Inglaterra) | Asistencia: 15.000 espectadores Árbitro(s): Ed Morrison (Inglaterra) |

| 9 de octubre de 1991 | Gales                             | 16 – 7 | Argentina                             | Cardiff Arms Park, Cardiff,                                         |                                                                     |
|                      | Tries: Arnold Pen: Ring (3) Rayer |        | Tries: García Simón Pen: Del Castillo | Asistencia: 35.000 espectadores Árbitro(s): René Hourquet (Francia) | Asistencia: 35.000 espectadores Árbitro(s): René Hourquet (Francia) |

| 12 de octubre de 1991 | Gales     | 3 – 38 | Australia                                                                      | Cardiff Arms Park, Cardiff,                                                |                                                                            |
|                       | Pen: Ring |        | Tries: , Roebuck Slattery Campese Horan Lynagh Con: (4) Lynagh Pen: (2) Lynagh | Asistencia: 54.000 espectadores Árbitro(s): Keith Lawrence (Nueva Zelanda) | Asistencia: 54.000 espectadores Árbitro(s): Keith Lawrence (Nueva Zelanda) |

| 13 de octubre de 1991 | Argentina                                    | 12 – 35 | Samoa                                                        | Sardis Road, Pontypridd,                                                                                | |
|                       | Tries: Terán Con: Arbizu Pen: Laborde Arbizu |         | Tries: , Tagaloa , Lima Bunce Bachop Con: (4) Vaea Pen: Vaea | Asistencia: 8500 espectadores Árbitro(s): Brian Anderson (Escocia) Remplazado por Jim Fleming (Escocia) | Asistencia: 8500 espectadores Árbitro(s): Brian Anderson (Escocia) Remplazado por Jim Fleming (Escocia) |

### Grupo D
| Equipo  | Gan. | Emp. | Per. | A favor | En contra | Puntos |
| ------- | ---- | ---- | ---- | ------- | --------- | ------ |
| Francia | 3    | 0    | 0    | 82      | 25        | 9      |
| Canadá  | 2    | 0    | 1    | 45      | 33        | 7      |
| Rumania | 1    | 0    | 2    | 31      | 64        | 5      |
| Fiyi    | 0    | 0    | 3    | 27      | 63        | 3      |
| 4 de octubre de 1991 | Francia                                                                          | 30 – 3 | Rumania        | Stade de la Méditerranée, Béziers,                            |                                                               |
|                      | Tries: Roumat Lafond Try penal Saint-André Con: Camberabero Pen: Camberabero (4) |        | Pen: Nichitean | Asistencia: 22.000 espectadores Árbitro(s): Les Peard (Gales) | Asistencia: 22.000 espectadores Árbitro(s): Les Peard (Gales) |

| 5 de octubre de 1991 | Canadá                     | 13 – 3 | Fiyi         | Estadio Jean-Dauger, Bayona,                                           |                                                                        |
|                      | Try: Stewart Pen: Rees (3) |        | Drop: Serevi | Asistencia: 5000 espectadores Árbitro(s): Kerry Fitzgerald (Australia) | Asistencia: 5000 espectadores Árbitro(s): Kerry Fitzgerald (Australia) |

| 8 de octubre de 1991 | Francia                                                                   | 33 – 9 | Fiyi                                        | Stade Lesdiguières, Grenoble,                                   |                                                                 |
|                      | Tries: Lafond , Sella , Camberabero Con: Camberabero (3) Pen: Camberabero |        | Try: Naruma Con: Koroduadua Pen: Koroduadua | Asistencia: 18.548 espectadores Árbitro(s): Derek Bevan (Gales) | Asistencia: 18.548 espectadores Árbitro(s): Derek Bevan (Gales) |

| 9 de octubre de 1991 | Canadá                                                      | 19 – 11 | Rumania                          | Stade Ernest–Wallon, Toulouse,                                         |                                                                        |
|                      | Tries: MacKinnon Ennis Con: Wyatt Pen: Wyatt (2) Drop: Rees |         | Tries: Lungu Sasu Pen: Nichitean | Asistencia: 10.000 espectadores Árbitro(s): Sandy MacNeill (Australia) | Asistencia: 10.000 espectadores Árbitro(s): Sandy MacNeill (Australia) |

| 12 de octubre de 1991 | Fiyi                                     | 15 – 17 | Rumania                                             | Estadio Amédée Domenech, Brive-la-Gaillarde,                   |                                                                |
|                       | Pen: Turuva (2) Drops: Rabaka (2) Turuva |         | Tries: Ion Dumitraș Sasu Con: Răcean Pen: Nichitean | Asistencia: 8500 espectadores Árbitro(s): Owen Doyle (Irlanda) | Asistencia: 8500 espectadores Árbitro(s): Owen Doyle (Irlanda) |

| 13 de octubre de 1991 | Francia                                                                 | 19 – 13 | Canadá                                | Stade Armandie, Agén,                                                  |                                                                        |
|                       | Tries: Lafond Saint-André Con: Camberabero Pen: Lacroix (2) Camberabero |         | Try: Wyatt Pen: Wyatt Rees Drop: Rees | Asistencia: 15.000 espectadores Árbitro(s): Stephen Hilditch (Irlanda) | Asistencia: 15.000 espectadores Árbitro(s): Stephen Hilditch (Irlanda) |

## Fase final
|  | Cuartos de final                                           | Cuartos de final                       |                                                |               | Semifinales            | Semifinales            |  |  | Final                                      | Final |
|  |                                                            |                                        |                                                |               |                        |                        |  |  |                                            |       |
|  | 19 de octubre - Estadio Murrayfield, Edimburgo             |                                        |                                                |               |                        |                        |  |  |                                            |       |
|  |                                                            |                                        |                                                |               |                        |                        |  |  |                                            |       |
|  | Escocia                                                    | 28                                     |                                                |               |                        |                        |  |  |                                            |       |
|  | Escocia                                                    | 28                                     | 26 de octubre - Estadio Murrayfield, Edimburgo |               |                        |                        |  |  |                                            |       |
|  | Samoa                                                      | 6                                      |                                                |               |                        |                        |  |  |                                            |       |
|  | Samoa                                                      | 6                                      | Escocia                                        | 6             |                        |                        |  |  |                                            |       |
|  | 19 de octubre - Parque de los Príncipes, París             |                                        | Escocia                                        | 6             |                        |                        |  |  |                                            |       |
|  |                                                            | Inglaterra                             | 9                                              |               |                        |                        |  |  |                                            |       |
|  | Francia                                                    | Inglaterra                             | 9                                              | 10            |                        |                        |  |  |                                            |       |
|  | Francia                                                    |                                        | 2 de noviembre - Estadio Twickenham, Londres   | 10            |                        |                        |  |  |                                            |       |
|  | Inglaterra                                                 | 19                                     |                                                |               |                        |                        |  |  |                                            |       |
|  | Inglaterra                                                 | 19                                     | Inglaterra                                     | 6             |                        |                        |  |  |                                            |       |
|  | 20 de octubre - Stadium Lille Métropole, Villeneuve d'Ascq |                                        | Inglaterra                                     | 6             |                        |                        |  |  |                                            |       |
|  |                                                            | Australia                              | 12                                             |               |                        |                        |  |  |                                            |       |
|  | Nueva Zelanda                                              | Australia                              | 12                                             | 29            |                        |                        |  |  |                                            |       |
|  | Nueva Zelanda                                              | 27 de octubre - Lansdowne Road, Dublín |                                                | 29            |                        |                        |  |  |                                            |       |
|  | Canadá                                                     | 13                                     |                                                |               |                        |                        |  |  |                                            |       |
|  | Canadá                                                     | 13                                     | Nueva Zelanda                                  | 6             | Tercer y cuarto puesto | Tercer y cuarto puesto |  |  |                                            |       |
|  | 20 de octubre - Lansdowne Road, Dublín                     |                                        | Nueva Zelanda                                  | 6             | Tercer y cuarto puesto | Tercer y cuarto puesto |  |  |                                            |       |
|  |                                                            | Australia                              | 16                                             |               |                        |                        |  |  |                                            |       |
|  | Australia                                                  | Australia                              | 16                                             | 19            | Escocia                | 6                      |  |  |                                            |       |
|  | Australia                                                  |                                        |                                                | 19            | Escocia                | 6                      |  |  |                                            |       |
|  | Irlanda                                                    | 18                                     |                                                | Nueva Zelanda | 13                     |                        |  |  |                                            |       |
|  | Irlanda                                                    | 18                                     |                                                |               | 13                     |                        |  |  |                                            |       |
|  |                                                            |                                        |                                                |               |                        |                        |  |  | 30 de octubre - Cardiff Arms Park, Cardiff |       |
|  |                                                            |                                        |                                                |               |                        |                        |  |  |                                            |       |

### Cuartos de final
| 19 de octubre de 1991 | Francia                        | 10 – 19    | Inglaterra                                       | Parque de los Príncipes, París,                                          |                                                                          |
|                       | Tries: Lafond Pen: Lacroix (2) | [ Reporte] | Tries: Underwood Carling Con: Webb Pen: (3) Webb | Asistencia: 46.749 espectadores Árbitro(s): David Bishop (Nueva Zelanda) | Asistencia: 46.749 espectadores Árbitro(s): David Bishop (Nueva Zelanda) |

| 19 de octubre de 1991 | Escocia                                                      | 28 – 6 | Samoa                  | Estadio Murrayfield, Edimburgo,                                 |                                                                 |
|                       | Tries: Jeffrey , Stanger Con: Hastings (2) Pen: Hastings (4) |        | Pen: Vaea Drop: Bachop | Asistencia: 60.000 espectadores Árbitro(s): Derek Bevan (Gales) | Asistencia: 60.000 espectadores Árbitro(s): Derek Bevan (Gales) |

| 20 de octubre de 1991 | Irlanda                                               | 18 – 19 | Australia                                           | Lansdowne Road, Dublín,                                           |                                                                   |
|                       | Tries: Hamilton Con: Keyes Pen: Keyes (3) Drop: Keyes | Reporte | Tries: , Campese Lynagh Con: (2) Lynagh Pen: Lynagh | Asistencia: 54.500 espectadores Árbitro(s): Jim Fleming (Escocia) | Asistencia: 54.500 espectadores Árbitro(s): Jim Fleming (Escocia) |

| 20 de octubre de 1991 | Canadá                                    | 13 – 29 | Nueva Zelanda                                              | Stadium Lille Métropole, Villeneuve d'Ascq,                          |                                                                      |
|                       | Tries: Tynan Charron Con: Rees Pen: Wyatt |         | Tries: , Timu McCahill Brooke Kirwan Con: (3) Fox Pen: Fox | Asistencia: 30.360 espectadores Árbitro(s): Fred Howard (Inglaterra) | Asistencia: 30.360 espectadores Árbitro(s): Fred Howard (Inglaterra) |

### Semifinales
| 26 de octubre de 1991 | Escocia              | 6 – 9 | Inglaterra                 | Estadio Murrayfield, Edimburgo,                                          |                                                                          |
|                       | Pen: G. Hastings (2) |       | Pen: (2) Webb Drop: Andrew | Asistencia: 60.000 espectadores Árbitro(s): Kerry Fitzgerald (Australia) | Asistencia: 60.000 espectadores Árbitro(s): Kerry Fitzgerald (Australia) |

| 27 de octubre de 1991 | Australia                                        | 16 – 6 | Nueva Zelanda | Lansdowne Road, Dublín,                                           |                                                                   |
|                       | Tries: Campese Horan Con: Lynagh Pen: Lynagh (2) |        | Pen: (2) Fox  | Asistencia: 54,000 espectadores Árbitro(s): Jim Fleming (Escocia) | Asistencia: 54,000 espectadores Árbitro(s): Jim Fleming (Escocia) |

### Tercer y cuarto puesto
| 30 de octubre de 1991 | Nueva Zelanda                  | 13 – 6 | Escocia              | Cardiff Arms Park, Cardiff,                                            |                                                                        |
|                       | Tries: Little Pen: Preston (3) |        | Pen: (2) G. Hastings | Asistencia: 37.000 espectadores Árbitro(s): Stephen Hilditch (Irlanda) | Asistencia: 37.000 espectadores Árbitro(s): Stephen Hilditch (Irlanda) |

### Final
| 2 de noviembre de 1991 | Inglaterra                | 6 – 12  | Australia                                                      | Estadio de Twickenham, Londres,                         |                                                         |
|                        | Penales Webb (2) 60', 71' | Reporte | Try 29' Daly Conversión 30' Lynagh Penales 27', 65' (2) Lynagh | Asistencia: 56.208 espectadores Árbitro(s): Derek Bevan | Asistencia: 56.208 espectadores Árbitro(s): Derek Bevan |

| Australia         |
|                   |
| Campeón Australia |
| Primer título     |

## Premios y máximos anotadores
Con todos los partidos jugados (seis), la considerada mejor asistencia de la historia del torneo (a Tim Horan contra los All Blacks) y seis tries marcados (máxima anotación), el australiano: David Campese fue elegido el Mejor Jugador del Torneo.

### Máximo anotador
| Puesto | Jugador        | Equipo        | Puntos | Tries | Conv. | Penales | Drops |
| ------ | -------------- | ------------- | ------ | ----- | ----- | ------- | ----- |
| 1      | Ralph Keyes    | Irlanda       | 68     | 0     | 7     | 16      | 2     |
| 2      | Michael Lynagh | Australia     | 66     | 2     | 11    | 12      | 0     |
| 3      | Gavin Hastings | Escocia       | 61     | 1     | 9     | 13      | 0     |
| 4      | Jonathan Webb  | Inglaterra    | 56     | 1     | 5     | 14      | 0     |
| 5      | Grant Fox      | Nueva Zelanda | 44     | 0     | 7     | 10      | 0     |

Con = conversiones. Pen = penales. Drop = drop gol.

### Máximos anotadores de tries
| Jugador              | Selección  | Tries |
| -------------------- | ---------- | ----- |
| Jean-Baptiste Lafond | Francia    | 6     |
| David Campese        | Australia  | 6     |
| Brian Robinson       | Irlanda    | 4     |
| Rory Underwood       | Inglaterra | 4     |
| Tim Horan            | Australia  | 4     |